# Земя на огньовете (Италия)
„Земя на огньовете“ (на италиански: Terra dei fuochi) е израз за обширна зона в Южна Италия, регион Кампания, между Метрополен град Неапол и провинция Казерта, свързан със закопаването или изгарянето на токсични и специални отпадъци – обстоятелства с потенциално негативно въздействие върху здравето на местното население. Наименованието произхожда от изключително високия дял сред тамошните жители на раково заболели вследствие на замърсяването.
За първи път това определение е употребено през 2003 г. в доклада „Екомафии“ (Rapporto Ecomafie) на италианската екоорганизация Legambiente. Впоследствие е използвано като заглавие на последната, 11-а глава на книгата „Гомор“ на Роберто Савиано. Тази зона се характеризира с нелегален трафик на отпадъци, опасни за човешкия живот и за околната среда.

## Замърсена територия
Земята на огньовете обхваща площ от 1076 кв. км, на чиято територия са разположени 57 общини, сред които и двата административни града – Неапол и Казерта, също силно засегнати от замърсяването. Общият брой на населението е около 2,5 милиона души. 33 от общините са в Метрополен град Неапол, а 24 – в провинция Казерта. Включва около 1/3 от Метрополен град Неапол, докато в провинция Казерта са засегнати главно южната и югозападната част.
В Метрополен град Неапол се намира т.нар. „Триъгълник на смъртта“, разположен между градовете Ачера, Мариляно и Нола, известен с рязкото увеличаване на смъртността от ракови заболявания на местното население главно поради незаконното изхвърляне на токсични отпадъци от Камората, идващи главно от индустриализираните райони на Северна Италия. Определението е използвано през септември 2004 г. от научното списание The Lancet Oncology, което публикува изследване на Катрин Синиър и Алфредо Маца, озаглавено: Италианският „Триъгълник на смъртта“, свързан с кризата с отпадъците (Kathryn Senior and Alfredo Mazza, Italian Triangle of death linked to waste crisis).

## История
В края на 1980-те г. италианският биолог и журналист Анджело Дженовезе представя подробни жалби, които предхождат точка по точка разкритията на мафиота Кармине Скиавоне с почти десетилетие.
От разследваща гледна точка първите подозрения за незаконната дейност по рециклирането на токсични отпадъци са изтъкнати през първата половина на 1990-те г. от разследване на Държавната полиция, проведено от тогавашния инспектор на Criminalpol Роберто Манчини. Все пак докладът му от 1996 г., в който той представя резултатите от разследването, както и подробностите относно престъпленията и предполагаемите извършители, няма по-нататъшно развитие чак до 2011 г., когато разследването е възобновено от прокурора Алесандро Милита.
През 2011 г., според доклад на Регионалната агенция за опазване на околната среда на Кампания (ARPA), площ от 3 милиона кв. м между мрежата от канали Реджи Лани (Regi Lagni), Ло Утаро (местност на Казерта), Масерия дел Поцо-Скиави в района на Джуляно ин Кампаня, както и квартал Пианура на град Неапол, е силно компрометирана от голямото и масово присъствие на токсични отпадъци.
През 2015 г. в община Калви Ризорта Държавната горска администрация открива нелегално сметище за отпадъци, което е считано за най-голямото подземно сметище за токсични отпадъци в Европа. Смята се, че това е дело на Камората поради същата система на запечатване на слоевете на сметището подобна на използваната от камористкия клан Казалези от Сан Чиприано д'Аверса.
През 2016 г. регион Кампания стартира проекта SPES в сътрудничество с Eксперименталния зоопрофилактически институт на Южна Италия в Портичи за анализ на околната среда и на населението във връзка с излагането на замърсяващи фактори. Проектът с участието на Неаполитанския университет „Федерико II“, Универстета на Кампания „Луиджи Ванвители“, Миланския университет, Фондация „Джовани Паскале“ и Националния съвет за научни изследвания (CNR) започва от т. нар. зона „Земя на огновете“, но след това се разширява и до други критични въпроси като напр. леярните Пизано на Салерно. Относно „Земята на отньовете“ само 33 хектара от изследваните 50 хил. са замърсени; от 30 000 проби от 10 000 компании в засегнатата област са открити 6 положителни стойности (равни на 0,2%), а само 2% от пробите в близост до градските райони са критични.
През 2017 – 2018 г. Регион Кампания стартира план за въздушен мониторинг чрез дронове на възможни изгаряния на отпадъци и снабдява с нови средства Гражданската защита на съответните общини.
През 2019 г. наличието на тежки метали е потвърдена (от установената причинно-следствената връзка с развитието на тумори) при пациенти с рак в Джулиано ин Кампаня, Куалиано, Кастел Волтурно и квартала на Неапол Пианура (символични области на Земята на огньовете) в по-големи количества отколкото при здрави индивиди и „напълно извън стандарта“. Изследването, наречено „Истина“ (от лат. Veritas) и проведено от Институт „Сбаро“ за изследване на рака и молекулярна медицина на Университет Темпъл във Филаделфия и от Националния раков институт (Фондация „Джовани Паскале“), е представено пред Италианския парламент.

## Нелегален трафик на отпадъци
На територията на земята на огньовете се извършва нелегален трафик на индустриални, токсични и ядрени отпадъци, който се управлява от клановете на местната криминална организация Камора. От около 30 г. насам вредните отпадъци, идващи от Северна Италия и от чужбина, се заравят в почвата или се изхвърлят директно върху нея в огромни количества.
През 2008 г. сметищата в регион Кампания (главно в земята на огньовете – Метрополен град Неапол и провинция Казерта) престават да функционират поради препълване, което довежда до криза от национален мащаб, тъй като улиците на почти всички градове в областта биват напълно затрупани с отпадъци. Най-тежка е ситуацията в мегаполиса Неапол, където поради огромните купчини боклук е затруднено дори придвижването на хора и автомобили. След проведените разследвания и проверки се установява, че причината е в нелегалния трафик на отпадъци.

## Замърсяване

### Замърсяване на въздуха
На територията на земята на огньовете ежедневно се горят значителни количества опасни отпадъци, откъдето идва и въпросното прозвище на участъка. В полята между градовете биват изгаряни множество автомобилни гуми, текстилни тъкани, кабели, мебели, домакински електроуреди, автомобили и др., като палежите образуват огромни облаци токсичен дим, които се разпространяват и на територията на населените места. Обикновено тези процедури се извършват по всяко време на денонощието, най-често през нощните часове, за да не бъдат забелязвани подпалвачите. Особено активно участие в палежите имат и местните ромски лагери, като една от причините е добивът на медна тел от горенето на кабели.
В участъка, отново пряко върху почвата, както и в нея, нелегално се изхвърлят и огромни купчини азбест.

### Замърсяване на водите
Водата на територията на земята на огньовете е непитейна. Една от основните причини за това е изкуственият поток Реджи Лани, който преминава през територията на почти целия участък. Водите му са най-замърсените в Европа поради изхвърлянето на токсични отпадъци и трупове на мъртви животни в него. През 2013 г. американска военна комисия прави изследване на водите и почвите на територията и установява, че в по-голямата част от земята на огньовете водата и почвата са отровени. Техните препоръки включват пълното въздържание от ползване на чешмяна вода за пиене и готвене, както и въздържане от закупуване на имоти на приземните етажи. За някои територии дори препоръчват да бъде издадена забрана за закупуване на имоти като превантивна мярка срещу вредата за населението.

## Отражение

### Върху храните
Регион Кампания, родина на пицата, моцарелата и на повечето видове паста, е най-известната италианска област в гастрономическо отношение, която през годините винаги се е радвала на високо търсене на продуктите ѝ от страна както на италианските потребители, така и на потребителите от Европа и в целия свят.
Силното замърсяване с диоксин на почвите е изключително опасно, тъй като по този начин той попада в организмите на тревопасните животни (голяма част от които умират от отравяне, както показва репортаж на италианския телевизионен канал La7, заснет между градовете Кайвано и Ачера) и така достига до човешкия организъм. През 2008 г. започва да се наблюдава наличието на диоксин в биволското мляко от фермите в района на Казерта. В резултат на това, от съображения за сигурност някои страни, сред които Южна Корея и Япония, временно блокират вноса на сирене моцарела от там. След разпространяването на тази информация продажбите на млечни продукти, произведени в Кампания, намаляват значително както в Италия, така и в чужбина. През 2014 г. като превантивна мярка е наложена и забрана на фермерите от някои участъци на Земята на огньовете да продават продуктите си, което оказва поредното негативно отражение върху търговията на региона. Вследствие на това повечето земеделци, категорични в намерението си да продължат да издържат семействата си, продължават да отглеждат реколта, която нелегално бива продавана на търговци, които посочват друго място на производство на етикетите на продуктите, за да ги продадат.

### Върху хората
В резултат от силното замърсяване с токсични отпадъци от страна на Камората населението на Земята на огньовете е с много по-висок коефициент на заболявания и смъртност в сравнение с останалите райони на Италия. В „Триъгълника на смъртта“ напр. смъртността вследствие на тумор на черния дроб е 38,4%, а в национален мащаб е 14%. По-висока е и смъртността от тумор на пикочния мехур и на нервната система. Силно разпространени са и белодробните инфекции. През 2014 г. е установено, че смъртността сред археолозите, които са извършвали разкопки на територията на земята на огньовете, се е повишила рязко.

## Засегнати населени места
Под „засегнати населени места“ се имат предвид градовете и градчетата, които са най-тежко засегнати от замърсяването на земята на огньовете вследствие на нелегалния трафик и на горенето на токсични отпадъци от страна на престъпната организация Камора, и са определени като особено опасни за човешкото здраве. Към момента в Метрополен град Неапол са засегнати 33 от общо 92 населени места, а в провинция Казерта – 24 от общо 104. На територията на тези градове и градчета, най-вече през летния сезон, жителите ежедневно се оплакват от невъзможност да отварят прозорците на своите домове, най-вече през нощта, тъй като силно натрапчивата миризма на изгорен токсичен материал е задушаваща и предизвиква пристъпи на гадене. Понастоящем италианското правителство се опитва да въведе ред чрез реформи и декрети, които да доведат до намаляване на замърсяването на участъка, но поради мащабното присъствие на Камората в административното управление на двете провинции, към момента не е постигнат никакъв резултат.

## В популярната култура

### Филмография
- Biùtiful cauntri (2007), режисьор Esmeralda Calabria, Andrea D'Ambrosio, Peppe Ruggiero
- Дишането забрнено (Vietato Respirare) (2008), режисьори Ricky Farina, Pietro Menditto, Diego Fabricio
- Планина от лъжи (Una montagna di balle) (2009), режисьори Nicola Angrisano и Ascanio Celestini
- Our daily bad (2011), режисьори Simona Cocozza и Vittoria Iacovella
- На земятта на огньовете (Nella Terra dei Fuochi) (2013), режисьор Marco La Gala
- Всеки ден (Ogni singolo giorno) (2014), режисьор Thomas Wild Turolo
- Красива и изгубена (Bella e perduta) (2015), режисьор Pietro Marcello
- Не се предавам (Io non mi arrendo) (2016), режисьор Enzo Monteleone
- The Land of Fires (2016), режисьори Silvia Luzi и Luca Bellino
- Тайната на Пулчинела (Il segreto di Pulcinella) (2016), режисьор Mary Griffo
- Отрова (Veleno) (2017), режисьор Diego Olivares

### Музика
- Malaterra, албум на Джиджи Д'Алесио
- Melissa, сингъл на Dreamaway Tales
- Una Terra che tace, песен на Бенедета Валанцано.